# Prangkokan
Prangkokan is een bestuurslaag in het regentschap Temanggung van de provincie Midden-Java, Indonesië. Prangkokan telt 721 inwoners (volkstelling 2010).